# Coppa dell'Uzbekistan
La Coppa dell'Uzbekistan (O‘zbekiston Kubogi) è la coppa nazionale di calcio uzbeka. È il secondo torneo per importanza dopo la Oʻzbekiston Professional Futbol Ligasi.

## Albo d'oro

### Repubblica Socialista Sovietica Uzbeka
- 1939 - Dinamo Tashkent
- 1940 - Dinamo Tashkent
- 1941 - non disputata
- 1942 - Dinamo Tashkent
- 1943 - Dinamo Tashkent
- 1944 - Khar'kovskoye Tankovoye Uchilishche Chirchik
- 1945 - Khar'kovskoye Tankovoye Uchilishche Chirchik
- 1946 - DO Tashkent
- 1947 - Pishchevik Tashkent
- 1948 - Avtozavod im. Chkalova Tashkent
- 1949 - Dinamo Tashkent
- 1950 - Start Tashkent
- 1951 - Start Tashkent
- 1952 - Dinamo Tashkent
- 1953 - Khimik Chirchik
- 1954 - ODO Tashkent
- 1955 - Spartak Samarkand
- 1956 - Sbornaya Fergana

- 1957 - Khimik Chirchik
- 1958 - Mekhnat Tashkent
- 1959 - Khimik Chirchik
- 1960 - SKA-2 Tashkent
- 1961 - Vostok Yangiabad
- 1962 - Sokol Tashkent
- 1963 - Tekstilshchik Tashkent
- 1964 - Tashkentkabel' Tashkent
- 1965 - Tashkabel' Tashkent
- 1966 - Zvezda Tashkent
- 1967 - Vostok Tashkent
- 1968 - Tashkabel' Tashkent
- 1969 - Zvezda Tashkent
- 1970 - DYuSSh-2 Tashkent
- 1971 - SKA Tashkent
- 1972 - Lenin-yuly Karshi
- 1973 - Stroitel' Samarkand
- 1974 - Tong Karshi

- 1975 - Traktor Tashkent
- 1976 - Narimanovets Khorezmskaya Obl.
- 1977 - Karshistroy Karshi
- 1978 - Khorezm (Kolkhoz im. Narimanova)
- 1979 - Khizar Shakhrisabz
- 1980 - Khiva
- 1981 - non disputata
- 1982 - non disputata
- 1983 - Tselinnik Turtkul'
- 1984 - Avtomobilist Fergana
- 1985 - Metallurg
- 1986 - Avtomobilist Tashkent
- 1987 - Avtomobilist Tashkent
- 1988 - Avtomobilist Tashkent
- 1989 - Korazhida Ferganskaya Oblast'
- 1990 - Metallurg Bekabad
- 1991 - Instrumental'shchik Tashkent

### Post indipendenza
| Stagione | Campione           | Risultato      | Finalista         | Stadio                              |
| -------- | ------------------ | -------------- | ----------------- | ----------------------------------- |
| 1992     | Navbahor Namangan  | 0-0 (6-5 pen.) | Qo'qon 1912       | Stadio Dinamo, Samarcanda           |
| 1993     | Paxtakor           | 3-0            | Navbahor Namangan | Stadio Pakhtakor, Tashkent          |
| 1994     | Neftchi Fergana    | 2-0            | Yangiyer          | Stadio MHSK, Tashkent               |
| 1995     | Navbahor Namangan  | 1-0            | MHSK Tashkent     | Stadio Pakhtakor, Tashkent          |
| 1996     | Neftchi Fergana    | 0-0 (5-4 pen.) | Paxtakor          | Stadio Pakhtakor, Tashkent          |
| 1997     | Paxtakor           | 3-2            | Neftchi Fergana   | Stadio Pakhtakor, Tashkent          |
| 1998     | Navbahor Namangan  | 2-0            | Neftchi Fergana   | Stadio Pakhtakor, Tashkent          |
| 1999     | Non disputata      | Non disputata  | Non disputata     | Non disputata                       |
| 2000     | Do'stlik           | 4-1            | Dinamo Samarcanda | Stadio Pakhtakor, Tashkent          |
| 2001     | Paxtakor           | 2-1            | Neftchi Fergana   | Stadio Pakhtakor, Tashkent          |
| 2002     | Paxtakor           | 6-3            | Neftchi Fergana   | Stadio Pakhtakor, Tashkent          |
| 2003     | Paxtakor           | 3-1            | Nasaf Qarshi      | Stadio Pakhtakor, Tashkent          |
| 2004     | Paxtakor           | 3-2            | Traktor Tashkent  | Stadio Pakhtakor, Tashkent          |
| 2005     | Paxtakor           | 1-0            | Neftchi Fergana   | Stadio Pakhtakor, Tashkent          |
| 2006     | Paxtakor           | 2-0            | Mash'al           | Stadio Pakhtakor, Tashkent          |
| 2007     | Paxtakor           | 0-0 (7-6 pen.) | Bunyodkor         | Stadio MHSK, Tashkent               |
| 2008     | Bunyodkor          | 3-1            | Paxtakor          | Stadio Pakhtakor, Tashkent          |
| 2009     | Paxtakor           | 1-0            | Bunyodkor         | Stadio Pakhtakor, Tashkent          |
| 2010     | Bunyodkor          | 1-0            | Shortan Guzor     | Stadio Pakhtakor, Tashkent          |
| 2011     | Paxtakor           | 3-1            | Nasaf Qarshi      | Stadio Pakhtakor, Tashkent          |
| 2012     | Bunyodkor          | 3-0            | Nasaf Qarshi      | Stadio Pakhtakor, Tashkent          |
| 2013     | Bunyodkor          | 2-1            | Nasaf Qarshi      | Stadio Pakhtakor, Tashkent          |
| 2014     | Lokomotiv Tashkent | 1-0            | Bunyodkor         | Stadio Markaziy, Olmaliq            |
| 2015     | Nasaf Qarshi       | 2-1            | Bunyodkor         | Stadio Jizzax, Djizaks              |
| 2016     | Lokomotiv Tashkent | 1-0            | Nasaf Qarshi      | Stadio Dinamo Samarkand, Samarcanda |
| 2017     | Lokomotiv Tashkent | 1-0            | Bunyodkor         | Stadio Bunyodkor, Tashkent          |
| 2018     | AGMK Olmaliq       | 3-1            | Paxtakor          | Stadio Farg'ona, Farg'ona           |
| 2019     | Paxtakor           | 3-0            | AGMK Olmaliq      |                                     |
| 2020     | Paxtakor           | 3-0            | AGMK Olmaliq      |                                     |
| 2021     | Nasaf Qarshi       | 2-1            | Paxtakor          |                                     |
| 2022     | Nasaf Qarshi       | 2-1            | Navbahor Namangan |                                     |
| 2023     | Nasaf Qarshi       | 1-0            | AGMK Olmaliq      |                                     |
| 2024     | Navbahor Namangan  | 2-3            | Andijon           | Stadio Istiqlol, Fergana            |

## Vittorie per club
| Club               | Vittorie | 2° | Stagioni                                                                     |
| ------------------ | -------- | -- | ---------------------------------------------------------------------------- |
| Paxtakor           | 13       | 3  | 1993, 1997, 2001, 2002, 2003, 2004, 2005, 2006, 2007, 2009, 2011, 2019, 2020 |
| Bunyodkor          | 4        | 5  | 2008, 2010, 2012, 2013                                                       |
| Nasaf Qarshi       | 4        | 4  | 2015, 2021, 2022, 2023                                                       |
| Navbahor Namangan  | 3        | 3  | 1992, 1995, 1998                                                             |
| Lokomotiv Tashkent | 3        | -  | 2014, 2016, 2017                                                             |
| Neftchi Fergana    | 2        | 5  | 1994, 1996                                                                   |
| Andijon            | 1        | 0  | 2024                                                                         |
| AGMK Olmaliq       | 1        | 3  | 2018                                                                         |
| Do'stlik           | 1        | -  | 2000                                                                         |
| MHSK Tashkent      | -        | 1  | -----                                                                        |
| Shortan Guzor      | -        | 1  | -----                                                                        |
| Dinamo Samarcanda  | -        | 1  | -----                                                                        |
| Mash'al            | -        | 1  | -----                                                                        |
| Traktor Tashkent   | -        | 1  | -----                                                                        |
| Yangiyer           | -        | 1  | -----                                                                        |
| Qo'qon 1912        | -        | 1  | -----                                                                        |